# Філаччано
Філаччано (італ. Filacciano) — муніципалітет в Італії, у регіоні Лаціо,  метрополійне місто Рим-Столиця.
Філаччано розташоване на відстані близько 45 км на північ від Рима.
Населення — 471 особа (2014).
Щорічний фестиваль відбувається 1 вересня. Покровитель — Sant'Egidio.

## Демографія
Населення за роками:

Станом на 1 січня 2023 року в муніципалітеті офіційно проживало 40 іноземців з 14 країн, серед них 24 громадяни країн Євросоюзу та 3 громадяни України.

## Сусідні муніципалітети
- Форано
- Наццано
- Поджо-Міртето
- Понцано-Романо
- Торрита-Тіберина